# Muddaiahnahundi, Heggadadevankote
Muddaiahnahundi là một làng thuộc tehsil Heggadadevankote, huyện Mysore, bang Karnataka, Ấn Độ.